# Hermann von Rozynski-Manger
Hermann Maximilian Bernhard von Rozynski-Manger (* 13. April 1808 in Potsdam; † 24. August 1890 in Coburg) war ein preußischer Generalleutnant.

## Leben

### Herkunft
Hermann war der Sohn des Oberhofbaurates Heinrich Konrad Manger und dessen Ehefrau Karoline Wilhelmine, geborene Birkner.

### Militärkarriere
Manger trat am 1. Oktober 1824 als Kanonier in die 6. Artillerie-Brigade der Preußischen Armee ein und absolvierte 1826/28 die Vereinigte Artillerie- und Ingenieurschule. Anschließend wurde er am 22. Juni 1829 zum Seconde-Lieutenant, am 13. Oktober 1842 zum Premier-Lieutenant und am 5. Juli 1849 zum Hauptmann befördert. Am 21. Februar 1850 wurde er in das 6. Artillerie-Regiment aggregiert und als Adjutant in die 3. Artillerie-Inspektion abkommandiert. Am 1. November 1850 wurde er dann unter Belassung seiner Stellung à la suite des 6. Artillerie-Regiments gestellt und am 21. August 1852 in die Adjutantur versetzt. Am 18. Juni 1853 wurde er unter Belassung seiner Stellung mit Patent zum 21. Juni 1846 in das 5. Artillerie-Regiment versetzt. Er wurde am 28. August 1856 zum Major befördert und zeitgleich als Artillerie-Offizier vom Platz nach Stettin versetzt. Am 3. April 1858 wurde er dann zum Kommandeur der Festungsabteilung des Garde-Artillerie-Regiments und dazu am 1. Mai 1858 zum Mitglied der Prüfungskommission für Premierleutnante der Artillerie ernannt. Er wurde dann am 18. Oktober 1861 zum Oberstleutnant und am 17. März 1863 zum Oberst befördert. Anschließend wurde er am 16. Juni 1863 als Inspekteur in die 1. Artillerie-Festungsinspektion versetzt und am 25. Juni 1864 unter Beibehaltung seiner Stellung als Inspekteur auch Kommandeur des Festungs-Artillerie-Regiments Nr. 3. Am 18. April 1865 wurde er als Direktor in die Artillerie- und Ingenieurschule versetzt, dazu wurde er à la suite seines alten Regiments gestellt. Aber schon am 2. Oktober 1865 wurde er, unter Belassung seiner Stellung à la suite des Festungs-Artillerie-Regiments Nr. 3, Kommandeur der 8. Artillerie-Brigade.
Während des Deutschen Krieges von 1866 war er Kommandeur der Artillerie der Elbarmee. Er kämpfte bei Hühnerwasser, Münchengrätz und Königgrätz. Dazu erhielt er am 20. September 1866 den Roten Adlerorden 2. Klasse mit Eichenlaub und Schwertern am Ringe, außerdem bekam er am 31. Dezember 1866 die Beförderung zum Generalmajor mit Patent zum 30. Oktober 1866.
Er erhielt am 10. September 1867 den Mecidiye-Orden II. Klasse. Am 23. Juli 1868 nahm er seinen Abschied mit Pension und bekam dazu den Stern zum Roten Adlerorden, am 4. Mai 1869 wurde er dann mit seiner Pension zur Disposition gestellt.
Bei der Mobilmachung zum Deutsch-Französischen Krieg wurde er am 18. Juli 1870 als Kommandeur der stellvertretenden 44. Infanterie-Brigade eingesetzt. Am 28. Februar 1871 erhielt er den Charakter als Generalleutnant und kehrte am 8. Oktober 1871 in das inaktive Verhältnis zurück. Er starb am 24. August 1890 in Coburg.

### Familie
Er heiratete am 20. April 1837 in Breslau Helene Karoline Luise Pauline Rozynski (* 7. Dezember 1818; † 22. Dezember 1884). Am 12. Dezember 1839 (publiziert 9. Februar 1842) wurden beide unter dem Namen von Rozynski-Manger in den preußischen Adelsstand erhoben.